# يو إف سي ليلة القتال: أسونساو ضد مورايس 2
يو إف سي ليلة القتال: أسونساو ضد مورايس 2 (بالإنجليزية: UFC Fight Night: Assunção vs. Moraes 2)‏ هو حدث لفنون القتال المختلطة نظمته يو إف سي، أُقيم في 2 فبراير 2019، على مركز شمال شرق الأولمبي للتدريب في فورتاليزا، البرازيل.